# Juan Burgos
Juan Bartolomé Burgos Oliveros (Trujillo, 28 de marzo de 1971) es un médico cirujano y político peruano. Es congresista de la república por La Libertad para el periodo parlamentario 2021-2026.

## Biografía
Juan Burgos nació en Trujillo, ciudad ubicada en el departamento de La Libertad en Perú, el 28 de marzo de 1971. Es hermano menor de Homero Burgos, primer presidente electo del Gobierno Regional de La Libertad. Actualmente tiene 2 hijos llamados Juan David Ernesto Gabriel Burgos Vílchez y una menor de edad.
Es médico cirujano graduado por la Universidad Nacional de Trujillo y cuenta con un estudio postgrado en Medicina en la Universidad de San Martín de Porres, concluido en agosto del año 2021. Burgos laboró en el Hospital Víctor Lazarthe Echegaray, de EsSalud.

## Carrera política
Juan Burgos se inició en la política cuando en las elecciones regionales del año 2018 postuló a la presidencia del Gobierno Regional de La Libertad por Restauración Nacional, partido político del pastor Humberto Lay. Sin embargo, su candidatura quedó en el noveno puesto de las preferencias.

### Congresista
En el año 2020 se afilió a Avanza País, partido político que luego postuló al economista Hernando de Soto a la presidencia del Perú en las elecciones del año 2021. Burgos participó también en las elecciones como candidato al Congreso de la República encabezando la lista electoral de la región La Libertad y terminó resultando elegido como congresista para el periodo parlamentario 2021-2026.
En el parlamento, ejerció como vicepresidente de la Comisión de Trabajo y actualmente como vicepresidente de la Comisión de Vivienda. Fue opositor al Gobierno del expresidente Pedro Castillo y ejerció también como presidente de una comisión especial para investigar sus primeros días de gobierno.
En julio del año 2022, Burgos renunció a la bancada de Avanza País tras discrepancias con la elección de la Mesa Directiva del Congreso. Luego se integró a la bancada de Podemos Perú, donde terminaría renunciando tras el rechazo de los miembros de la bancada en contra de la censura planteada contra Willy Huerta, entonces ministro del Interior del Perú del gobierno de Pedro Castillo.
En el año conformó la bancada de Unidad y Diálogo Parlamentario, la cual quedó disuelta. Luego regresó a Podemos Perú, al cual está afiliado desde el año 2024.

## Polémicas
En diciembre del año 2022, protagonizó un escándalo tras ser golpeado por el congresista Pasión Dávila y calificó el hecho comparándolo con el grupo terrorista Sendero Luminoso.
El 10 de noviembre del año 2023, Burgos generó críticas tras condecorar al torero Andrés Roca Rey. La condecoración fue protestada y rechazada por diversos congresistas, así también por activistas animalistas.